# 高木佳子
高木 佳子（たかぎ よしこ、1972年11月7日 - ）は、日本の歌人。神奈川県生まれ。福島県いわき市在住。短歌結社「潮音」選者。現代歌人協会常任理事。日本文藝家協会会員。日本歌人クラブ会員。

## 人物
「片翅の蝶」30首にて第20回短歌現代新人賞を受賞する。その後、当該30首を収録した第1歌集『片翅の蝶』で短歌新聞社第1歌集賞、日本歌人クラブ新人賞を受賞する。2010年には個人誌『壜』を創刊する。2012年、第2歌集『青雨記』で第13回現代短歌新人賞を受賞。

## 経歴
- 1972年：神奈川県に生まれる。
- 1999年：短歌結社「潮音」入社。
- 2005年：第20回短歌現代新人賞受賞。
- 2006年：「潮音」新人賞受賞。
- 2007年：第1歌集『片翅の蝶』（短歌新聞社）刊行。
- 2008年：第5回短歌新聞社第1歌集賞・第14回日本歌人クラブ新人賞受賞。
- 2010年：個人歌誌『壜』創刊。
- 2012年：「潮音賞」受賞
- 2012年：第2歌集『青雨記』（いりの舎）刊行。第13回現代短歌新人賞受賞。
- 2015年：全国高校生短歌大会審査員(於盛岡市開催)。
- 2017年：福島民報新聞社「福島民報」歌壇選者。「福島県文学賞」短歌部門審査委員。
- 2020年：「潮音」選者。
- 2020年：第3歌集『玄牝』（砂子屋書房）刊行。
- 2021年：『玄牝』にて、第2回塚本邦雄賞受賞[1]。
- 2022年：『続 コロナ歌歌集　2021年～2022年』（短歌研究社発行・現代歌人協会編）編纂。

## 著書
- 歌集『片翅の蝶』（短歌新聞社）
- 歌集『青雨記』（いりの舎）
- 歌集『玄牝』（砂子屋書房）